# 記念樹事件
記念樹事件（きねんじゅじけん）は、歌曲『どこまでも行こう』の作曲者である小林亜星とその著作権者（編曲権者）である有限会社金井音楽出版が、楽曲『記念樹』の作曲者である服部克久に対して『記念樹』が『どこまでも行こう』を無断で編曲したものであることを理由とした著作者人格権（同一性保持権、氏名表示権）侵害および編曲権侵害に基づく損害賠償を求めて1998年（平成10年）に提訴した事件の俗称である。
日本の著作権法27条は、著作物（音楽の著作物）を編曲する権利を著作者（作曲家）に専有させているが、「編曲」を定義した規定は存在しない。本事件は、著作権法における「編曲」の意義について、裁判所が解釈を示したことで知られている。

## 概要
小林は服部が作曲した『記念樹』（1992年発表。フジテレビで放送されていた明石家さんま司会のトークバラエティ番組『あっぱれさんま大先生』のエンディング・テーマ）が、小林の作曲した『どこまでも行こう』（1966年発表。ブリヂストンタイヤ、現ブリヂストンのCMソング・愛唱歌）の盗作であり、著作権を侵害していると抗議した。
服部は盗作ではないと主張し、両者の主張が平行線をたどった結果、1998年（平成10年）、『どこまでも行こう』の作曲者である小林と、同曲の著作権者である音楽出版社が、服部に対して損害賠償を請求する訴訟を提起した。具体的には、小林は『記念樹』が『どこまでも行こう』を複製したものであるとして著作者人格権（氏名表示権）侵害による損害賠償を、音楽出版社は複製権侵害による損害賠償を求めるものだった。

## 裁判

### 一審判決
第一審（東京地裁平成12年〈2000年〉2月18日判決）はフレーズごとに対比してみると一部に相当程度類似するフレーズが存在する、ということは認めたものの、全体として『記念樹』が『どこまでも行こう』と同一性があるとは認められない、として小林側の請求をすべて棄却した。

### 控訴審判決
この判決を不服とした小林側が控訴し、複製権侵害の主張を撤回した上で編曲権侵害に主張の中心を移して争った。控訴審（東京高裁平成14年〈2002年〉9月6日判決）では、裁判所の判断は一転した。
両曲には「メロディーの始めと終わりの何音かが同じ」「メロディーの約72パーセントが同じ高さの音」といった「表現上の本質的な特徴の同一性」があり、この顕著な類似性が偶然の一致によって生じたものと考えることは不自然・不合理であるとし、服部が『どこまでも行こう』に依拠して『記念樹』を作曲したものであると認定した。
結果として、小林の氏名表示権・同一性保持権侵害と音楽出版社の編曲権侵害を肯定し、小林と音楽出版社に対する合わせて約940万円の損害賠償を服部に命じた。

### 最高裁判所決定
服部は上告したが、最高裁は上告不受理とする決定（最高裁平成15年〈2003年〉3月11日決定）をしたため、高裁の判決が確定し、最終的に『記念樹』の作曲が著作権法違反にあたるものであるとされた。

## 裁判の影響
被告であった服部は最高裁で盗作が認定された後、日本音楽著作権協会 (JASRAC) 理事を辞任した。
株式会社フジテレビジョン、株式会社フジパシフィック音楽出版、株式会社ポニーキャニオンに対して、計2338万9710円の損害賠償が命じられた。なお、金井音楽出版によるJASRACへの損害賠償請求（2003年4月提訴、同年12月一審で一部認容）は、2005年2月に棄却された。
フジテレビは、控訴審判決後の2002年（平成14年）9月8日放送分から『記念樹』の使用を中止することとし、JASRACも上記最高裁決定を受けて『記念樹』の利用許諾を中止した。また、小林が小学校など同曲を使用する可能性がある団体に利用の中止を求めたため、『記念樹』の公の場での歌唱・演奏は事実上不可能となった。
『記念樹』を作詞した天野滋は2005年、作曲した服部は2020年、『どこまでも行こう』を作詞・作曲した小林は2021年にそれぞれ死去したことにより、著作権法上は『どこまでも行こう』と『記念樹』は2092年にパブリックドメインになる見通しである。